# Потапченко, Иван Евстафьевич
Ива́н Ефста́фьевич Пота́пченко (1900 года – дата и место смерти не известны) — организатор производства, начальник комплекса строительства доменной печи Ждановского завода имени Ильича треста «Ждановметаллургстрой» Сталинского совнархоза, Украинская ССР. Герой Социалистического Труда (1958).
Руководил строительством доменной печи № 5 Ждановского металлургического комбината имени Ильича. 
9 августа 1958 году удостоен звания Героя Социалистического Труда «за выдающиеся успехи, достигнутые в строительстве и промышленности строительных материалов».